# Tours-sur-Marne
Tours-sur-Marne település Franciaországban, Marne megyében. Lakosainak száma 1371 fő (2022. január 1.). Tours-sur-Marne Bouzy, Ambonnay, Athis, Condé-sur-Marne, Jâlons, Plivot, Val-de-Livre és Aÿ-Champagne községekkel határos.

## Népesség
A település népessége az elmúlt években az alábbi módon változott:
| Lakosok száma | 1100 | 1207 | 1152 | 1292 | 1376 | 1385 | 1382 | 1384 | 1386 | 1371 |
|               | 1968 | 1982 | 1990 | 2006 | 2013 | 2015 | 2017 | 2019 | 2020 | 2022 |